# Amaracarpus nouhuizii
Amaracarpus nouhuizii là một loài thực vật có hoa trong họ Thiến thảo. Loài này được (Valeton) Valeton mô tả khoa học đầu tiên năm 1927.